# Zhang Tailei

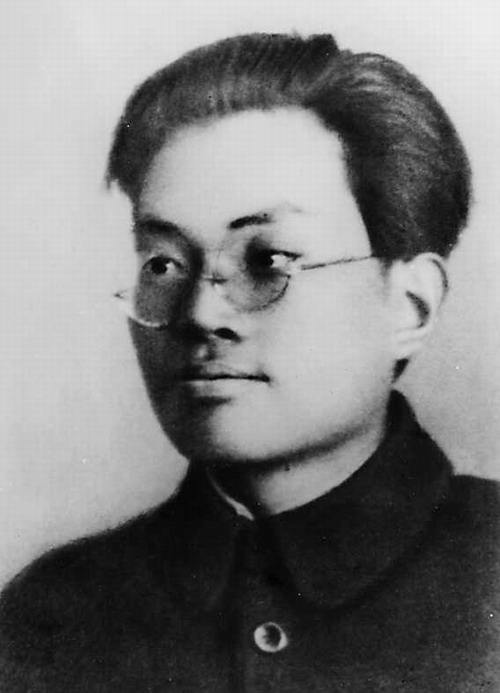
Zhang Tailei

Zhang Tailei (chinesisch 張太雷 / 张太雷, Pinyin Zhāng Tàiléi, W.-G. Chang T'ai-lei; * 17. Juni 1898 in Changzhou (Jiangsu); † 12. Dezember 1927 in Guangzhou) war einer der ersten Anführer der Kommunistischen Partei Chinas und Organisator des Guangzhou-Aufstandes von 1927, bei dem er ums Leben kam.
Zhang studierte an der Beiyang-Universität in Tianjin, war Teilnehmer an der Bewegung des 4. Mai und Mitglied einer der ersten kommunistischen Zellen in Peking. Er organisierte eine Abendschule für Eisenbahnarbeiter in einem Außenbezirk Pekings. Im Jahre 1921 holte ihn die Komintern nach Moskau, wo er Direktor der China-Abteilung des Fernostbüro der Komintern wurde. Er begleitete die Komintern-Vertreter zu Gesprächen mit Li Dazhao und Chen Duxiu, die zur Gründung der Kommunistischen Partei Chinas führten.
Nach seiner Rückkehr nach China nahm Zhang am Ersten Nationalen Kongress der sozialistischen Jugendverbände Chinas teil und wurde von den 25 Delegierten dieses Kongresses zum Generalsekretär gewählt. Am 4. September 1922 – gerade war die erste Einheitsfront beschlossen – trat er auch in die Kuomintang ein. In der Folge wurde er als nichtständiges Mitglied in das Politbüro gewählt, wurde Sekretär des Südchina-Büros der Kommunistischen Partei und Vorsitzender des Militärkomitees. Trotz seiner revolutionären Gesinnung heiratete er eine Frau vom Land, die seine Familie nach chinesischer Tradition arrangiert hatte.
Er trug die Entscheidung mit, in den Städten Aufstände zu organisieren, die zu einem Umsturz zu Gunsten der Kommunisten führen sollten, und übernahm die Organisation des Guangzhou-Aufstandes. Der im Dezember 1927 ausgebrochene Aufstand resultierte in der Einsetzung der Räteregierung der Guangzhou-Kommune, zu deren Vorsitzendem Zhang gewählt wurde. Er starb am 12. Dezember 1927 bei einem Angriff der Kuomintang auf sein Büro.